# Ертугрул
Ертугрул Гази (тур. Ertuğrul; рођен око 1191/1198, Ахлат — 3. мај 1281, Согут) је био отац Османа I, оснивача Османског царства. Он је био вођа Каји клана Огуза. Дошавши у Анадолију из Мерва (Туркменистан) са својих 400 коњаника као испомоћ Румском султану против Византије, Ертугрул је покренуо низ догађаја који ће на крају довести до оснивања Османског царства. Као и његов син, Осман I, и његови будући потомци, Ертугрул се често назива Гази, тј. херојски борац за ислам.
Према легенди, након смрти оца, Ертугрул и његови следбеници ступили су у службу Султаната Рум, за шта је награђен господством над градом Согут на граници са Византијским царством. Ово је покренуло ланац догађаја који ће на крају довести до оснивања Османског царства.

## Биографија
О Ертугруловом животу се са сигурношћу не зна ништа, осим да је он био Османов отац; историчари су тако приморани да се ослањају на приче које су о њему написале Османлије више од једног века касније, а које не морају бити нужно тачне. Недатирани новчић, наводно из времена Османа, са текстом „Кован од Османа, сина Ертугрула“, сугерише да је Ертугрул био историјска личност. На другом новчићу стоји „Osman bin Ertuğrul bin Gündüz Alp“, што значи да је Ертугрул био син Гундуз Алпа, мада се Ертугрул традиционално сматра сином Сулејмана Шах-а.
У Енверијевом Дустурнамеу (1465) и летопису Карамани Мехмет-паше (пре 1481), Сулејман Шах замењује Гундуз Алпа као Ертугруловог оца. Након Ашикпашазадеове хронике Tevārīḫ-i Āl-i ʿOsmān (15. век), верзија са Сулејман Шахом постала је званична.
Према многим турским изворима, Ертугрул је имао три брата; Сунгур-текин, Гундогду и Дундар. Након смрти њиховог оца, Ертугрул са мајком Хаиме Хатун, Дундаром и његовим следбеницима из племена Каји мигрирали су на запад у Анадолију и ушли у селџучки султанат Рум, оставивши своја два брата који су своје кланове одвели на исток. На тај начин је племе Каји било подељено на два дела. Према овим каснијим традицијама, Ертугрул је био поглавица свог племена Каји.
Као резултат његове помоћи Селџуцима против Византинаца, Ертугрул је добио земље у Карача Дагу, планинском подручју између Дијарбакира и Урфе, од стране Кајкубада I, селџучког султана из Рума. Један извештај указује да је образложење вође Селџука за додељивање земље Ертугрулу било да заузврат Ертугрул одбије сваки непријатељски упад Византинаца или другог непријатеља. Касније је добио село Согут које је освојио заједно са околним земљама. То село, у којем је касније умро, постало је османска престоница под његовим сином Османом I. Османова мајка се у каснијим митовима називала Халиме Хатун, а испред гробнице Ертугрул Гази постоји гроб који носи то име, али је то спорно.
Према многим изворима, поред Османа I имао је још два сина: Сару-Бату (Савчи) бега и Гундуз бега. Попут његовог сина Османа и њихових потомака, Ертугрула често називају Газијем, херојским борцем за ислам.

## Заоставштина
Говори се да је гробницу и џамију посвећену Ертугрулу изградио Осман I у Согуту, али због неколико обнова не може се рећи ништа сигурно о пореклу ових грађевина. Садашњи маузолеј саградио је султан Абдул Хамид II (1842 - 1918) крајем 19. века. Град Согут слави годишњи фестивал у знак сећања на ране Османлије.
По њему је названа османска фрегата Ертугрул, направљена 1863. године. Абдул Хамид II такође је имао фрегату са истим именом. У његову част назване су и џамија Ертугрул Текија (крај 19. века) у Истанбулу у Турској и џамија Ертугрул Гази у Ашхабаду у Туркменистану (завршена 1998). Турска владу основала је џамију у Туркменистану као симбол везе између Турске и Туркменистана.
Ертугрул је једна од неколико статуа које окружују споменик независности у Ашхабаду, Туркменистан. Статуе приказују људе који су хваљени у Рухнами, духовном водичу ког је написао председник Туркменистана Сапармурат Нијазов. Статуа Ертугрула такође је приказана на новцу из 2001. године.
Две статуе Ертугрула на коњу поставило је приватно задружно стамбено друштво у Лахору у Пакистану 2020. Њих је инспирисао Diriliş: Ertuğrul, ТВ серија из 2014. Биста Ертугрулу постављена је у Ордуу у Турској 2020. године. Локалне власти уклониле су га након што је истакнуто да подсећа на глумца Ертугрула из исте ТВ серије.

### У фикцији
Ертугрул је приказан у турској телевизијској серији Kuruluş/Osmancık (1988), адаптираној из истоименог романа, Diriliş: Ertuğrul (2014—2019) и наставку Kuruluş: Osman (2020).